# 唐灭百济之战
唐灭百济之战，是660年发生在百济和唐朝、新罗之间的战争。原因是百济联合高句丽，阻碍新罗和唐朝交通与进贡事宜。唐高宗屡次下诏威吓百济无果，在新罗的一再请求下，唐朝派左武衛大將軍蘇定方為神丘道行軍大總管，帥左驍衛將軍劉伯英等水陸十萬讨伐百濟。新罗武烈王金春秋為嵎夷道行軍總管，蘇定方率兵从成山渡海，百濟據守熊津江口拒敌。苏定方進擊，百濟军队死數千人。苏定方水陸并進，直取其都城泗沘。城外二十餘里，百濟傾國來戰，唐军大胜，殺百济军一萬餘人，唐军入泗沘外郭。同时，新罗大将金庾信在黄山大胜百济大将阶伯，百濟義慈王及太子扶余隆逃入北境，苏定方進圍泗沘城；義慈次子扶余泰自立為王，帥眾固守。扶余隆子扶余文思说：“王與太子皆在，而叔遽擁兵自王，借使能卻唐兵，我父子必不全矣。”率领左右踰城降唐，许多百姓也跟从，扶余泰不能制止。苏定方命軍士登城立旗幟，扶余泰窘迫，開門降唐。於是扶余義慈、扶余隆及諸城主都投降了。
百濟故有五部，分統三十七郡、二百城、七十六萬戶，唐高宗以其地置熊津等五个都督府，但是，由于唐军、新罗军没有安抚百姓，军纪败坏。在唐军主力撤退後，道琛、鬼室福信、黑齿常之开展百济复国运动，拥立在倭国的王子扶余丰为王。663年，白村江之战后，唐朝和新罗联军击败了倭国和他支持的百济复兴势力，百济全境成为唐朝的羁縻地区。
670年代，唐军和亲唐百济贵族撤出原百济地区，迁往辽东建安城，其地入新罗，设立所夫里州（今忠清南道扶余郡，即熊川州、熊州）、发罗州（今全罗南道罗州市，即武珍州、武州）、完山州（今全罗北道全州市，即完山州、全州）。